# Патерас, Никос
Никос Патерас (греч. Νίκος Πατέρας, 1963, Афины) — греческий магнат-судновладелец, один из основных акционеров и президент футбольного клуба «Панатинаикос».

## Биографические сведения
Никос Патерас родился в 1963 году в Афинах. Судовладелец в седьмом поколении, он является представителем одной из самых древних греческих династий судовладельцев Патерас, которая происходит из небольшого острова в Эгейском море Инуссес, расположенном вблизи Хиоса. Окончил школу в Афинах. Высшее образование получил в Лондонской политехнике, специализация — судоходство.
В период 1986—1992 Никос работал в компании Pateras Brothers Ltd., которую основал его отец Диамантис Патерас (родился в 1933 году) и дядя Иоаннис Патерас (1931—2000). В 1992 году в возрасте 29 лет он основал свою собственную компанию Pacific & Atlantic Corporation, которая базировалась на набережной носящей имя адмирала Миаулис Андреас-Вокос в Пирее,где располагаются десятки греческих судоходных компаний. Изначально компания владела 6 кораблями и контейнером. К 1999 году флот Pacific & Atlantic насчитывал уже 27 судов. Того же года компания разместила свои акции на Нью-Йоркской фондовой бирже общей стоимостью 150 млн долларов. Годовой доход компании составил 50 млн долларов, а управление компанией со многими отделениями осуществляло лишь 35 человек.
Сейчас Никос Патерас остается владельцем компании Pacific & Atlantic и одного из крупнейших флотов Греции в более 50 судов. Обладает также несколькими СМИ, имеет долю бизнеса в банковской сфере. Близкий товарищ Доры Бакоянни, бывшего министра иностранных дел Греции, дочери Константиноса Мицотакиса.
Кроме того, Никос Патерас — один из основных акционеров футбольного клуба «Панатинаикос». Летом 2008 года он заменил Янниса Вардиноянниса на посту президента клуба. С деятельностью Патераса на этой должности связан подъем и продолжительный период успеха команды. Однако в марте 2010 года он объявил об отставке, хотя вернулся к управлению клубом через 3 месяца. Новый кризис постиг «Панатинаикос», когда 20 декабря 2010 года Патерас второй раз подал в отставку.